# Makrelowce
Makrelowce (Scombroidei), tuńczykowce (Thunnoidei) – podrząd ryb okoniokształtnych (Perciformes) obejmujący gatunki pelagiczne strefy umiarkowanej i tropikalnej, charakteryzujące się ciałem wrzecionowatego kształtu z cienkim, ale mocnym trzonem ogonowym, zakończonym półksiężycowatą płetwą ogonową. Po obu bokach ogona zwykle obecna jest stępka. Na trzonie ogonowym często występują dodatkowe płetewki. Kości górnoszczękowe są zrośnięte ze sobą i połączone z międzyszczękowymi. W stanie kopalnym makrelowce są znane z pokładów eocenu. Mają bardzo duże znaczenie gospodarcze i użytkowe.
Do tej grupy należą gatunki przystosowane do pływania z dużą prędkością, prawdopodobnie najszybsze wśród ryb – niektóre są w stanie osiągać na krótkich odcinkach prędkości od 60 do 100 km/h.

## Klasyfikacja
Do makrelowców zaliczane są współcześnie żyjące rodziny:
- Gempylidae – gempylowate
- Scombridae – makrelowate
- Sphyraenidae – barakudowate
- Trichiuridae – pałaszowate

oraz kilka wymarłych, m.in.:
- †Blochiidae
- †Palaeorhynchidae

Nelson (i wcześniejsi autorzy) zalicza także do tej grupy rodziny:
- Istiophoridae – żaglicowate
- Xiphiidae – włócznikowate

przez innych zaliczane do odrębnego podrzędu Xiphioidei. 